# سوزان نيوهاوس
سوزان نيوهاوس هي جراحة عامة أسترالية وأخصائية جراحة أورام ضليعة في جراحة الورم الميلانيني والساركوما .  كانت نيوهاوس إحدى الثلاثة المرشحين النهائيين لجائزة أفضل أسترالي لهذا العام في جنوب أستراليا عام 2012. 

## التعليم
حصلت نيوهاوس على درجة البكالوريوس في الطب والجراحة في عام 1989م من جامعة أديلايد. حصلت على درجة الدكتوراه في عام 2000م, أيضًا من جامعة أديلايد، في آليات انتشار السرطان. 

## الحياة المهنية

### الجيش
خدمت نوهاوس في كل من الجيش الأسترالي والجيش الاحتياطي الأسترالي. وتضمنت خبرتها العملياتية مهام في كمبوديا وبوغانفيل وأفغانستان  وكانت أول طبيبة ترسل إلى خارج أستراليا كضابط طبي في فوج في عام 1993م عندما قضت 9 أشهر مع سلطة الأمم المتحدة الانتقالية في كمبوديا، ثم قضت بعد أربع سنوات عدة أشهر مع مجموعة مراقبة السلام في بوغانفيل كضابط في احتياطي الجيش .  عملت لاحقًا كمديرة سريرية لمستشفى الناتو المتعدد الجنسيات في إقليم أوروزجان بأفغانستان في عام 2009م.  تقاعدت من الجيش في عام 2010م برتبة عقيد .

### بعد التقاعد من الخدمة العسكرية
منذ تقاعدها من الخدمة العسكرية في عام 2010م، أجرت الدكتورة نيوهاوس أبحاثًا وكتبت على نطاق واسع عن النساء في قوات الدفاع الأسترالية، بدءًا من تجارب الأمهات أثناء الانتشار، إلى الجرّاحات العسكريات في الحرب العالمية الأولى والاحتياجات الصحية للجنديات والمحاربات القدامى.  باعتبارها أستاذة مشاركة في طب النزاعات، تقود سوزان نهجًا تعاونيًا بحثيًا وطنيًا في دراسات الآثار المتعلقة بالجنوسة للخدمة العسكرية والانتشار العسكري. وتشمل أعمالها الدراسة الرائدة: الأمهات في منطقة عمليات الشرق الأوسط (MEAO) - التأثيرات الصحية لنشر الأمهات.  في عام 2018م، أصبحت العقيدة نوهاوس (متقاعدة) أول امرأة تلقي خطاب الخدمة التذكارية للحرب الأسترالية في يوم أنزاك. 

### المسيرة الطبية
قبلت نيوهاوس كزميلة في الكلية الملكية الأسترالية للجراحين في عام 2003م.  حصلت نيوهاوس على منحة لوملي الجراحية في عام 2004م وعملت في وحدة الورم الميلانيني والساركوما في مستشفى رويال مارسدن في لندن. 
في عام 2016l، أصبحت نيوهاوس أخصائية في جراحة الأورام في مستشفى رويال أديلايد وأستاذة مشاركة في قسم الجراحة بجامعة أديلايد. تشمل منشوراتها العمل في مجال الأخلاقيات الطبية والجراحة في مناطق الحرب، ودراسات انتشار السرطان وعلاجه. 

## الجوائز والتكريمات
- وسام صليب الخدمة المتميزة في عيد ميلاد الملكة لعام 2009م "لإنجازها المتميز في تقديم الدعم الطبي بصفتها قائدة لكتيبة الدعم الصحي الثالثة ." [10]
- مرشحة نهائية لجائزة أسترالي العام في جنوب أستراليا عام 2012م.

### فهرس
- Neuhaus، Susan؛ Mascall-Dare، Sharon (2014). Not for Glory: A Century of Service by Medical Women to the Australian Army and its Allies. Salisbury, Queensland: Boolarong Press. ISBN:9781925046663.

## روابط خارجية
- منشورات بواسطة سوزان نيوهاوس على ريسيرش غيت